# Tocziłari
Tocziłari (bułg. Точилари) – wieś w Bułgarii, w obwodzie Razgrad, w gminie Kubrat. W 2023 roku liczyła 341 mieszkańców.